# Hayden Stoeckel
Pour les articles homonymes, voir Stoeckel.
Hayden Ernest Stoeckel (né le 10 août 1984 à Kingscliff) est un nageur australien en activité spécialiste des épreuves de dos.

## Biographie
En 2008, il remporte deux médailles lors des Jeux olympiques organisés à Pékin. Meilleur temps des demi-finales en 52 s 97, record national et record d'Océanie à la clé, il termine troisième ex æquo avec le Russe Arkady Vyatchanin en 52 s 18 lors de la finale tandis que l'Américain Aaron Peirsol s'empare de l'or devant son compatriote Matt Grevers. Quelques jours plus tard, il fait partie du quatuor australien qui décroche la médaille d'argent sur 4 × 100 m quatre nages. En 3 min 30 s 04, nouveau record continental, le relais composé, outre Stoeckel, de Brenton Rickard, Andrew Lauterstein et Eamon Sullivan, termine la course à moins d'une seconde des États-Unis.

## Palmarès

### Jeux olympiques
| Épreuve                | Édition              | Édition |
| Épreuve                | Pékin 2008           |         |
| 100 m dos              | Bronze 53 s 18       |         |
| 200 m dos              | 6e 1 min 56 s 39     |         |
| 4 × 100 m quatre nages | Argent 3 min 30 s 04 |         |

### Championnats du monde
| Épreuve                | Édition                            | Édition                            | Édition |
| Épreuve                | Melbourne 2007                     | Shanghai 2011                      |         |
| 50 m dos               | 21e temps des séries 26 s 38       | 10e temps des demi-finales 25 s 20 |         |
| 100 m dos              | 16e temps des demi-finales 55 s 51 | 9e temps des demi-finales 53 s 70  |         |
| 200 m dos              | 24e temps des séries 2 min 2 s 32  | —                                  |         |
| 4 × 100 m quatre nages | Or Participe aux séries            | Argent 3 min 32 s 26               |         |

### Championnats pan-pacifiques et Jeux du Commonwealth
| Épreuve          | Jeux du Commonwealth              | Championnats pan-pacifiques  | Championnats pan-pacifiques       |
| Épreuve          | Delhi 2010                        | Victoria 2006                | Irvine 2010                       |
| 100 m nage libre | —                                 | 48e temps des séries 51 s 92 | —                                 |
| 50 m dos         | Argent 25 s 08                    | —                            | 8e temps des séries 25 s 34 a     |
| 100 m dos        | —                                 | 13e temps des séries 55 s 69 | 6e 54 s 06                        |
| 200 m dos        | 10e temps des séries 2 min 1 s 76 | 5e 2 min 0 s 52              | 10e temps des séries 2 min 5 s 74 |

a. Forfait en finale.

## Records

### Records personnels
| Épreuve   | Temps         | Compétition              | Lieu              | Date         |
| 50 m dos  | 25 s 06       | Championnats d'Australie | Sydney, Australie | 16 mars 2010 |
| 100 m dos | 52 s 97 (ROc) | Jeux olympiques          | Pékin, Chine      | 11 août 2008 |
| 200 m dos | 1 min 56 s 39 | Jeux olympiques          | Pékin, Chine      | 15 août 2008 |

| Épreuve   | Temps         | Compétition              | Lieu                 | Date              |
| 50 m dos  | 24 s 06       | Championnats d'Australie | Brisbane, Australie  | 16 juillet 2010   |
| 100 m dos | 52 s 85       | Championnats d'Australie | Melbourne, Australie | 20 septembre 2008 |
| 200 m dos | 1 min 56 s 02 | Championnats d'Australie | Brisbane, Australie  | 25 septembre 2004 |